# Esciènids
Els esciènids (Sciaenidae) són una família de peixos de l'ordre dels perciformes presents a l'Atlàntic, l'Índic i el Pacífic. Els individus joves són populars com a peixos d'aquari, però difícils de mantindre.
La major part dels esciènids tenen hàbitats en estuaris i zones costaneres de fons fangosos. Hi ha espècies que habiten les aigües dolces. Molts d'aquests peixos reben el nom de "corball" en català. Alguns membres de la família dels esciènids tenen la facultat de poder emetre sons roncants, similars a un tamborineig (Aplodinotus, Pogonias, Sciaenops) o al cant de les granotes (Genyonemus, Leiostomus, Menticirrhus, Roncador, Umbrina). Aquests sorolls els produeixen fent vibrar els muscles abdominals contra la bufeta natatòria. A alguns llocs dels Estats Units, com la zona del Mississipi, hom afirmava que aquests peixos produïen els sorolls corresponents fent vibrar uns ossos balders que tenien al crani. Aquests ossos, però, s'ha comprovat que no existeixen.
Tenen l'aleta dorsal allargada. La línia lateral arriba fins al final de l'aleta caudal. El nombre de vèrtebres oscil·la entre 24 i 29.
Els otòlits d'Aplodinotus grunniens són força grans. Antigament eren utilitzats per alguns pobles indígenes d'Amèrica com a amulet, com a moneda i per fer joieria.
Són carnívors que es nodreixen d'invertebrats bentònics i peixets.

## Gèneres
- Aplodinotus (Rafinesque, 1819)[7]
- Argyrosomus (De la Pylaie, 1835)[8]
- Aspericorvina (Fowler, 1934)[9]
  - Aspericorvina jubata  (Bleeker, 1855)
- Atractoscion (Gill, 1862)[10]
- Atrobucca (Chu, Lo & Wu, 1963)[11]
- Austronibea (Trewavas, 1977)[12]
  - Austronibea oedogenys  (Trewavas, 1977)
- Bahaba (Herre, 1935)[13]
- Bairdiella (Gill, 1861)[14]
- Boesemania (Trewavas, 1977)[12]
  - Boesemania microlepis  (Bleeker, 1858)
- Cheilotrema (Tschudi, 1846)[15]
- Chrysochir (Trewavas & Yazdani, 1966)[16]
  - Chrysochir aureus  (Richardson, 1846)
- Cilus (Delfin, 1900)[17]
  - Cilus gilberti  (Abbott, 1899)
- Collichthys (Günther, 1860)[18]
- Corvula (Jordan & Eigenmann, 1889)[19]
- Ctenosciaena (Fowler & Bean, 1923)[20]
- Cynoscion (Gill, 1861)[21]
- Daysciaena (Talwar, 1970)[22]
  - Daysciaena albida  (Cuvier, 1830)
- Dendrophysa (Trewavas, 1964)[23]
  - Dendrophysa russelii  (Cuvier, 1829)
- Elattarchus (Jordan & Evermann, 1896)[24]
  - Elattarchus archidium  (Jordan & Gilbert, 1882)
- Equetus (Rafinesque, 1815)[25]
- Genyonemus (Gill, 1861)[26]
  - Genyonemus lineatus  (Ayres, 1855)
- Isopisthus (Gill, 1862)[27]
- Johnius (Bloch, 1793)[28]
- Kathala (Mohan, 1969)[29]
  - Kathala axillaris  (Cuvier, 1830)
- Larimichthys (Jordan & Starks, 1905)[30]
- Larimus (Cuvier, 1830)[31]
- Leiostomus (Lacépède, 1802)[32]
  - Leiostomus xanthurus  (Lacépède, 1802)
- Lonchurus (Bloch, 1793)[28]
- Macrodon (Schinz, 1822)[33]
- Macrospinosa (Mohan, 1969)[29]
  - Macrospinosa cuja  (Hamilton, 1822)
- Megalonibea (Chu, Lo & Wu, 1963)[34]
  - Megalonibea fusca  (Chu, Lo & Wu, 1963)
- Menticirrhus (Gill, 1861)[26]
- Micropogonias (Bonaparte, 1831)[35]
- Miichthys (Lin, 1938)[36]
  - Miichthys miiuy  (Basilewsky, 1855)
- Miracorvina (Trewavas, 1962)[37]

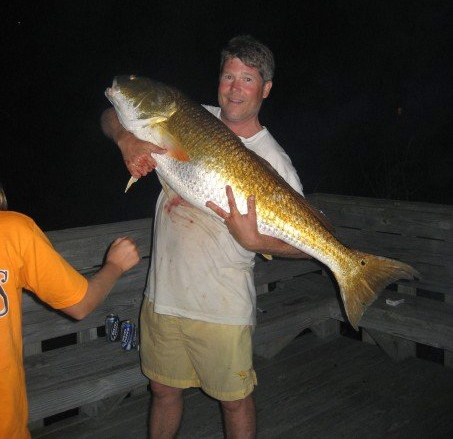
Corball ocel·lat (Sciaenops ocellatus)

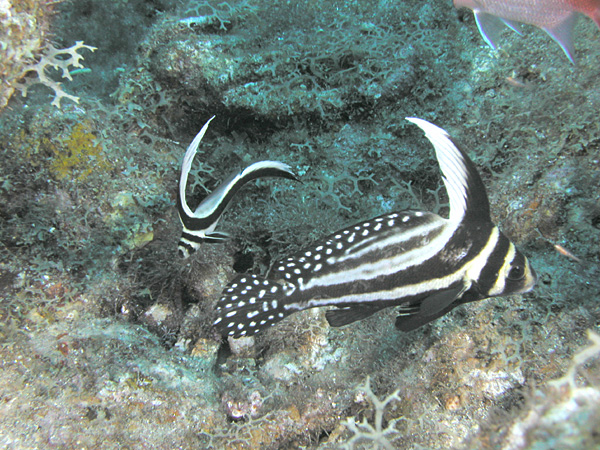
Exemplars jove i adult dEquetus punctatus.

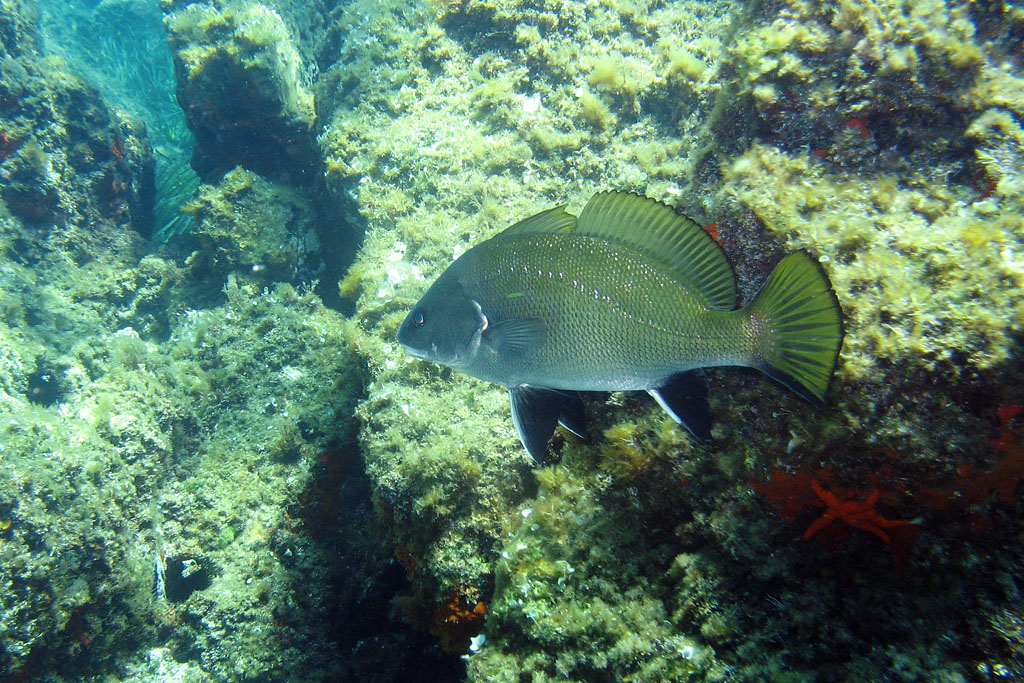
Corball negre (Sciaena umbra)

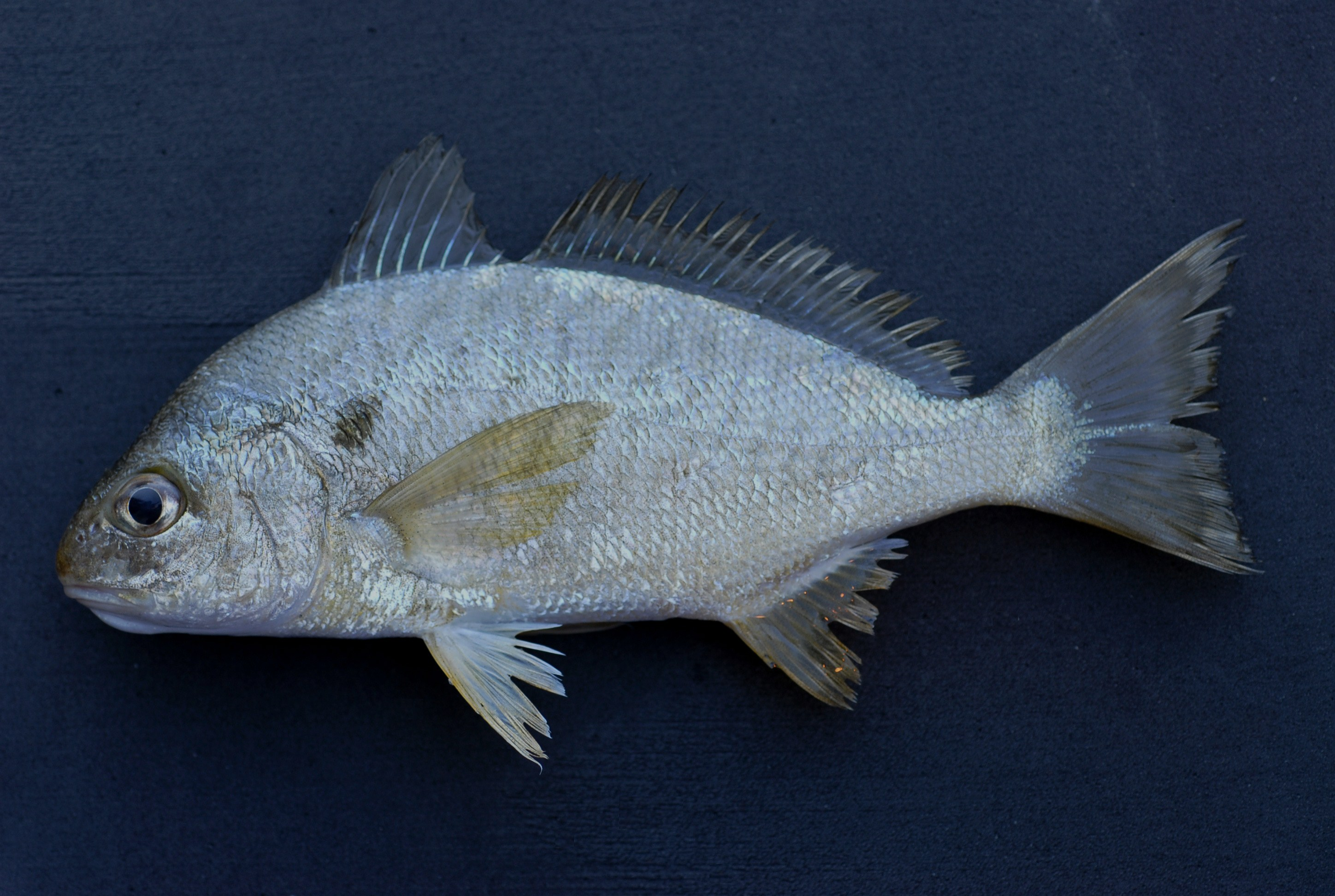
Leiostomus xanthurus.

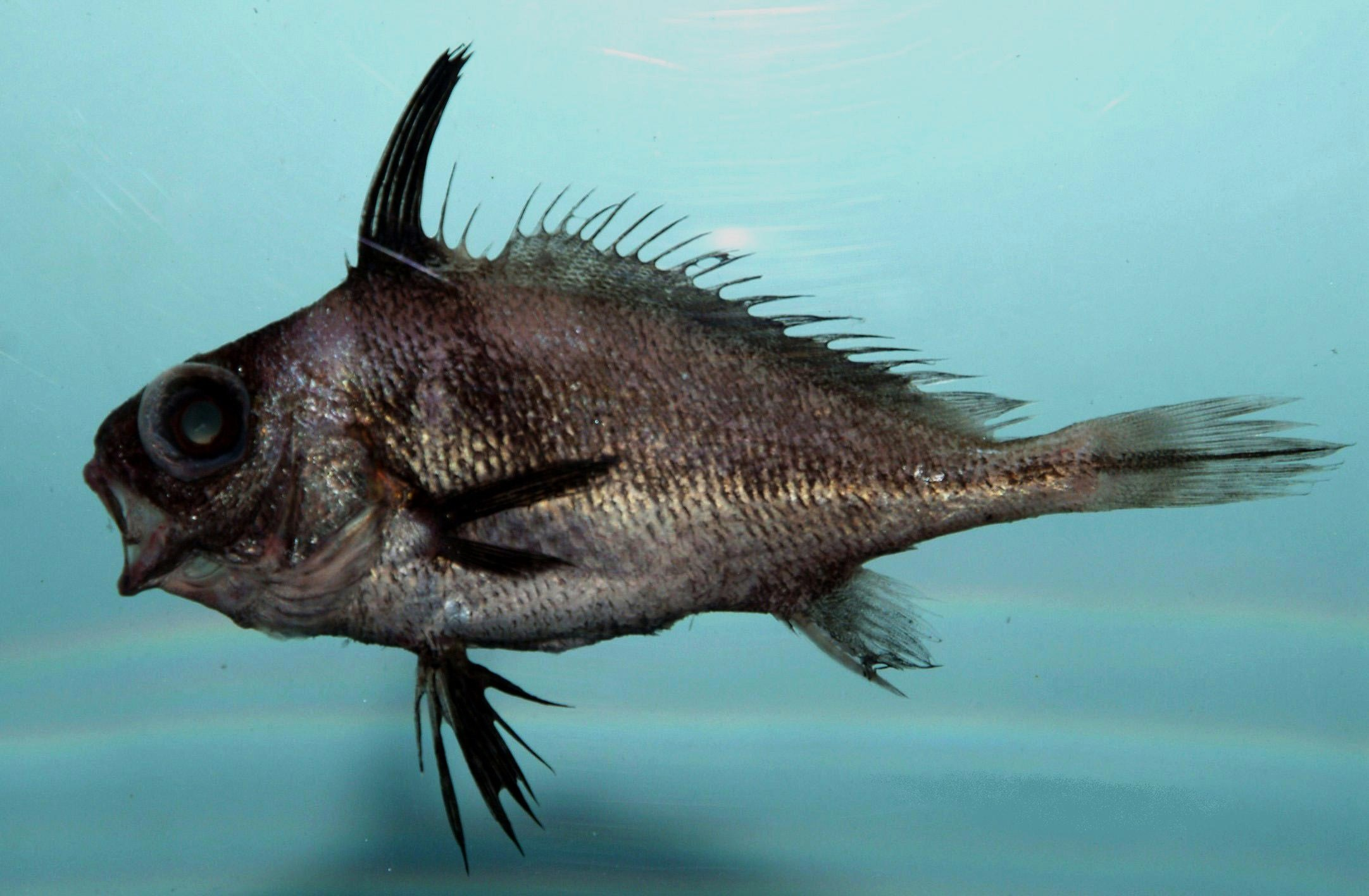
Pareques iwamotoi

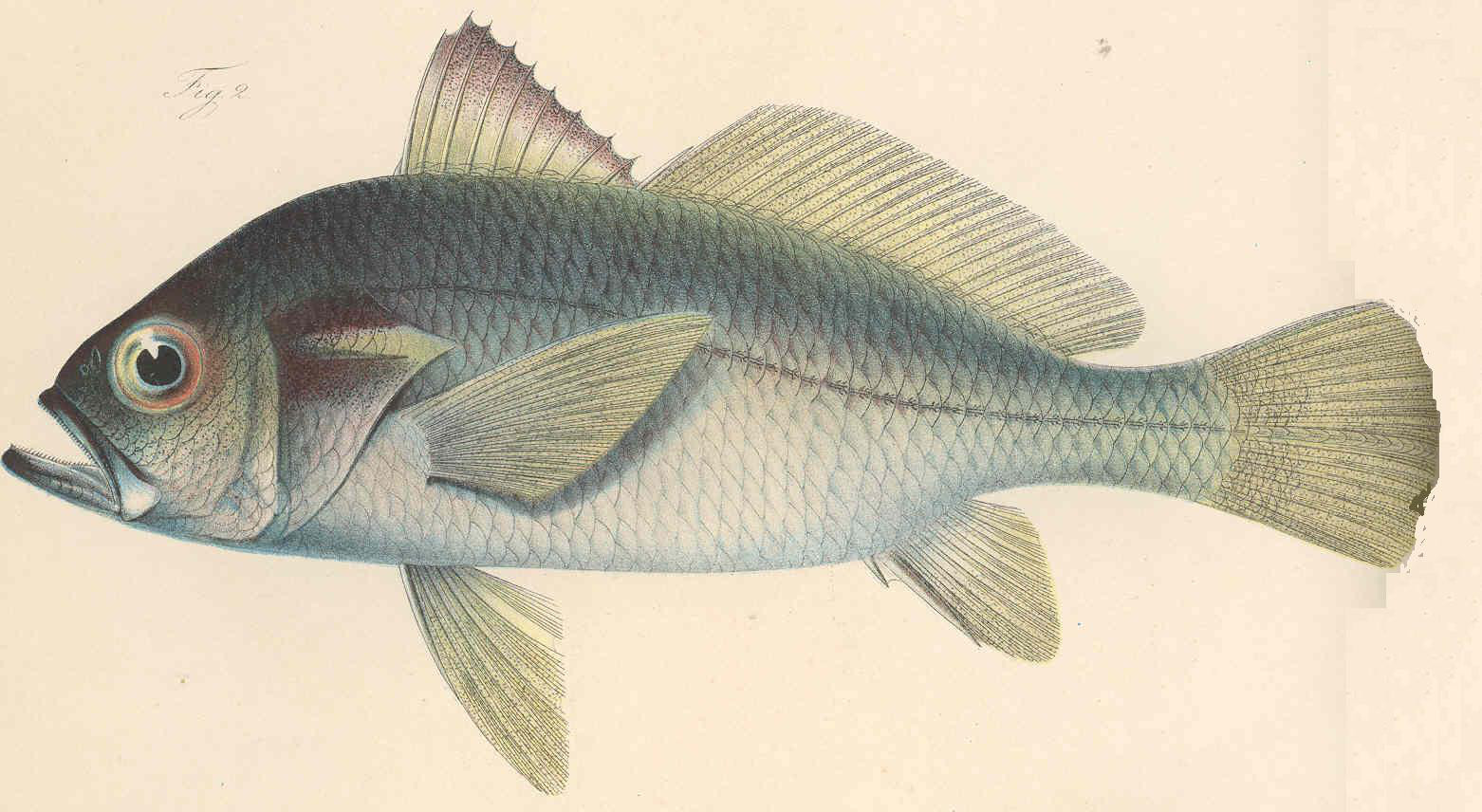
Pteroscion peli

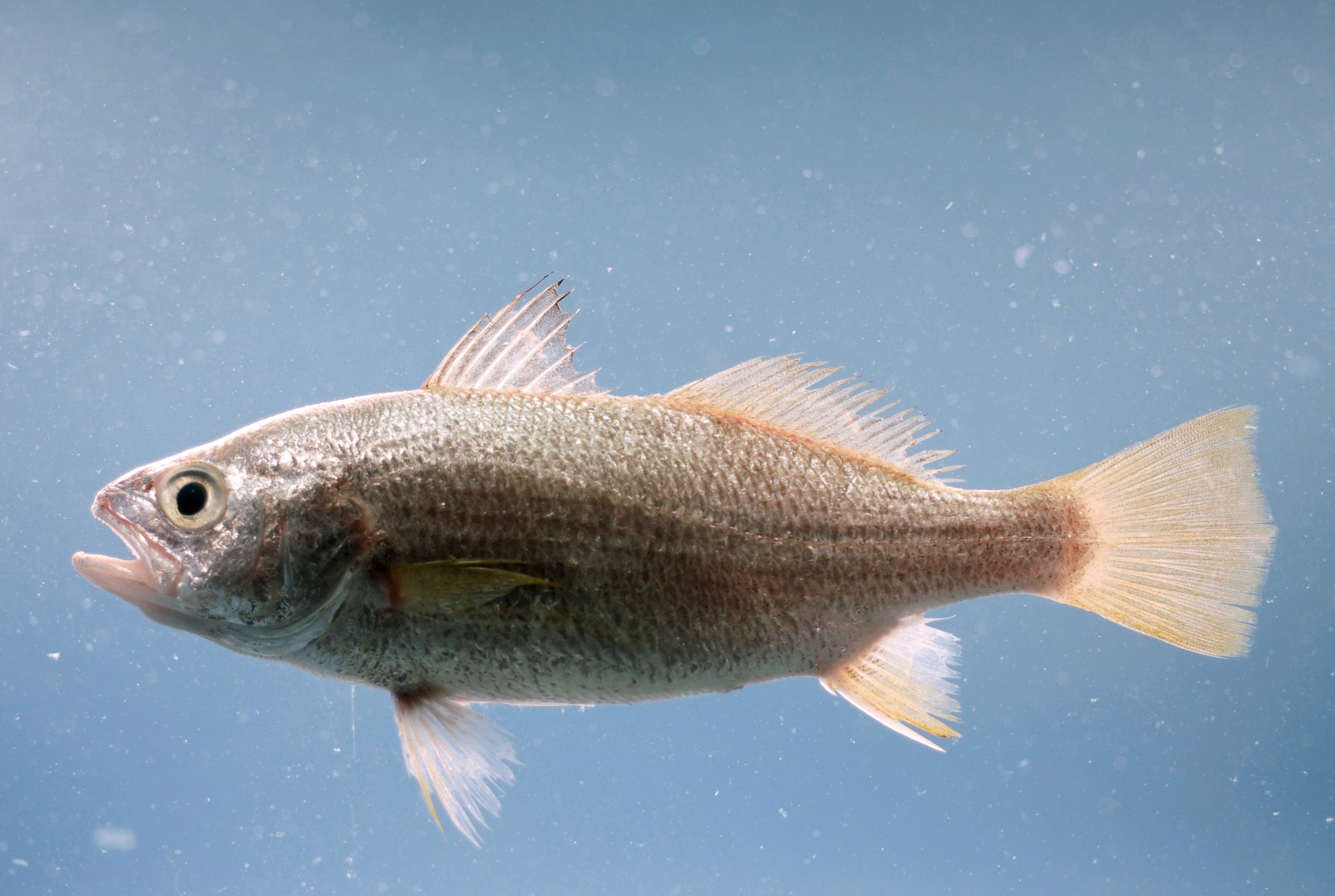
Bairdiella chrysoura

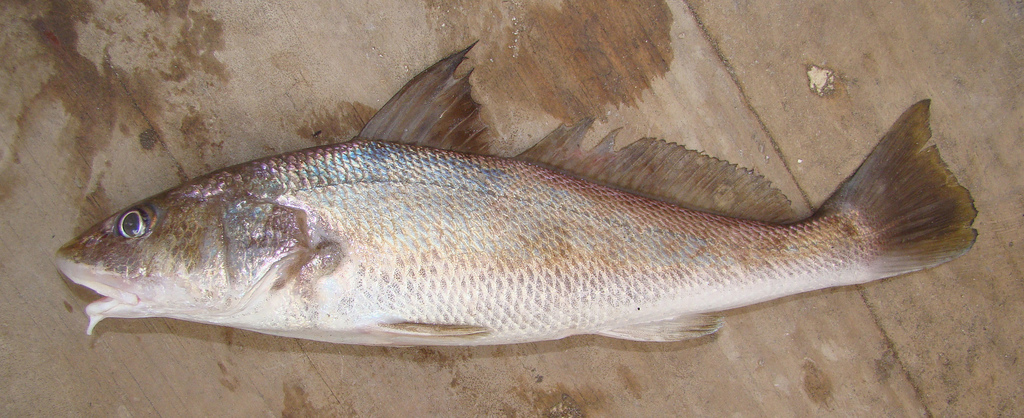
Menticirrhus americanus

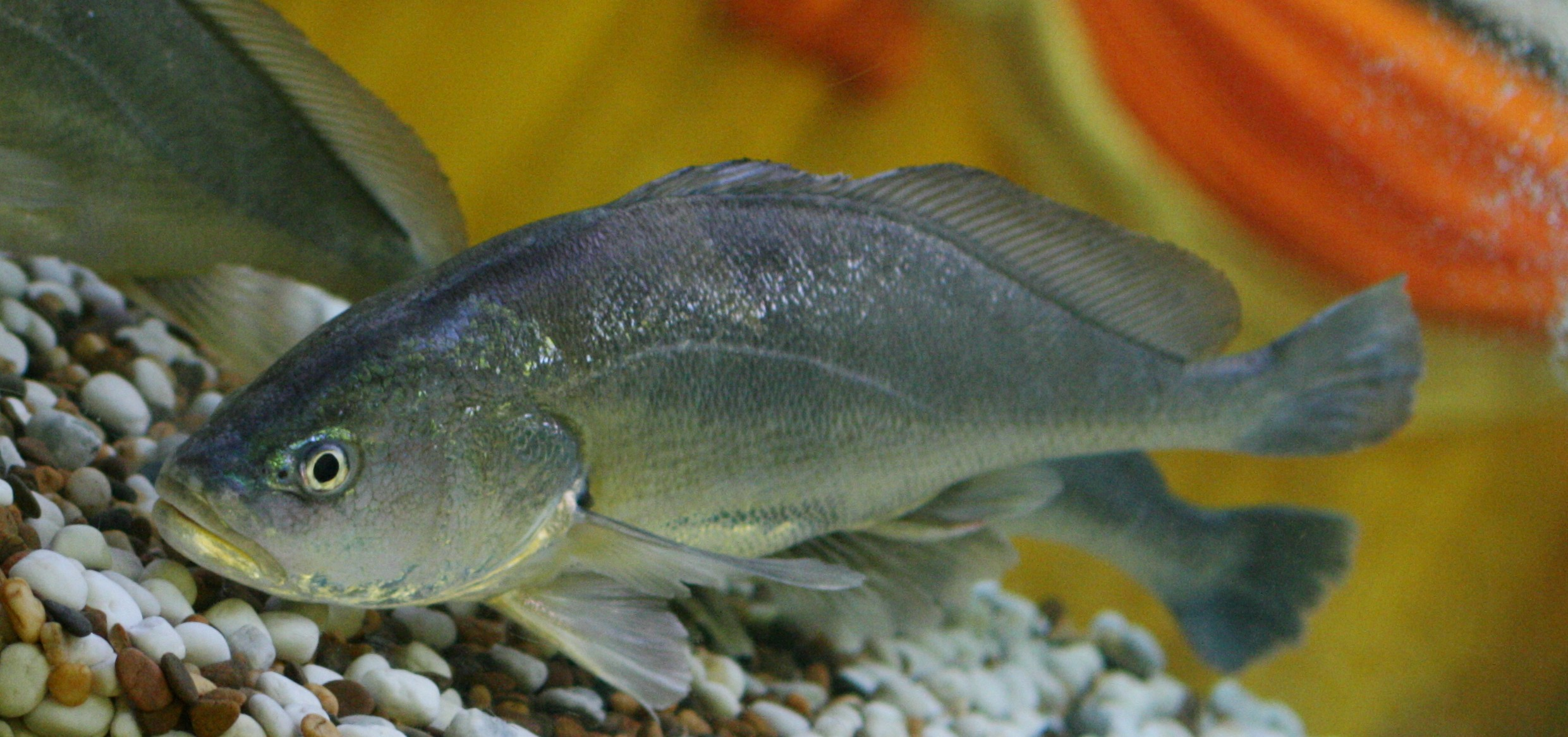
Boesemania microlepis

  - Miracorvina angolensis  (Norman, 1935)
- Nebris (Cuvier, 1830)[31]
- Nibea (Jordan & Thompson, 1911)[38]
- Odontoscion (Gill T. N., 1862)[27]
- Ophioscion (Gill, 1863)[39]
- Otolithes (Oken, 1817)[40]
- Otolithoides (Fowler, 1933)[41]
- Pachypops (Gill, 1861)[26]
- Pachyurus (Agassiz, 1831)[42]
- Panna (Mohan, 1969)[29]
- Paralonchurus (Bocourt, 1860)[43]
- Paranebris (Chao, Béarez & Robertson, 2001)[44]
  - Paranebris bauchotae  (Chao, Béarez & Robertson, 2001)
- Paranibea
  - Paranibea semiluctuosa  (Cuvier, 1830)
- Pareques (Gill, 1876)[45]
- Pennahia (Fowler, 1926)[46]
- Pentheroscion (Trewavas, 1962)[37]
  - Pentheroscion mbizi  (Poll, 1950)
- Petilipinnis (Casatti, 2002)
  - Petilipinnis grunniens (Jardine & Schomburgk, 1843)
- Plagioscion (Gill, 1861)[26]
- Pogonias (Lacépède, 1801)[47]
  - Pogonias cromis  (Linnaeus, 1766)
- Protonibea (Trewavas, 1971)[48]
  - Protonibea diacanthus  (Lacépède, 1802)
- Protosciaena (Sasaki, 1989)[49]
- Pseudosciaena
- Pseudotolithus (Bleeker, 1863)[50]
- Pteroscion (Fowler, 1925)[51]
  - Pteroscion peli  (Bleeker, 1863)
- Pterotolithus (Fowler, 1933)[41]
- Roncador (Jordan & Gilbert, 1880)[52]
  - Roncador stearnsii  (Steindachner, 1876)
- Sciaena (Linnaeus, 1758)[53]
- Sciaenops (Gill, 1863)[54]
  - Sciaenops ocellatus  (Linnaeus, 1766)
- Seriphus (Ayres, 1860)[55]
  - Seriphus politus  (Ayres, 1860)
- Sonorolux (Trewavas, 1977)[56]
  - Sonorolux fluminis  (Trewavas, 1977)
- Stellifer (Oken, 1817)[40]
- Totoaba (Vilamar, 1980)[57]
  - Totoaba macdonaldi  (Gilbert, 1890)
- Umbrina (Cuvier, 1816)[58][59][60][61]